# Beatrice Duodu Owusu
Beatrice Duodu Owusu   (Ghana, 13 de desembre de 1996) és una periodista especialitzada en periodisme social i presentadora de televisió catalana d'origen ghanès.
Va arribar al país quan tenia 4 anys, però no va rebre la nacionalitat espanyola fins al 2020. Viu a Vic. El seu treball se centra en la lluita antiracista. A banda, ha fet de moderadora i conferenciant en diversos esdeveniments relacionats, com ara el 2024 en una conversa de la Fira Literal amb Angela Davis i Jule Goikoetxea.
Es va llicenciar amb honors en Periodisme a la Universitat Autònoma de Barcelona el 2018. El seu treball de final de grau, titulat On són les dones negres? Feminisme africà i la representació de les dones africanes a la premsa catalana, va ser guardonat com un dels millors amb perspectiva de gènere. Tracta sobre la infrarepresentació de les dones negres als diaris catalans i la mala visibilitat que se'ls dona quan hi apareixen, elaborant un retrat del paper històric del feminisme africà comparar-ho amb la representació de les dones africanes a la premsa catalana.
És la primera dona negra a presentar un programa de TV3, concretament la roda nocturna del canal 3/24, d'ençà del 3 d'octubre del 2022. S'ha equiparat aquesta fita a la incorporació imminent de Maria Bouabdellah Shaimi al SX3. Abans, el 2019, havia participat en Planta Baixa i havia treballat com a reportera, locutora i redactora per a RAC1, RTVE, la revista del Col·legi de Periodistes de Catalunya i El 9 Nou. També ha col·laborat amb Media.cat i el Teatre Barcelona.